# Tong shi
Tong shi (童氏; Tóng shì) flor. 961–975 var en kinesisk målare som var aktiv under Södra Tangdynastin.
Tong levde i området kring dagens Nanjing och var specialiserad på att måla buddhistiska och daoistiska porträtt. Hon anlitades ofta för att måla av adliga damer. Hon var lärjunge till Wang Qihan, som arbetade åt kejsar Li Houzhu (r. 961–975).